# 10081 Dantaylor
10081 Dantaylor este o planetă minoră (asteroid), cu un diametru de 3,535 km, din centura de asteroizi. A fost descoperită pe 29 iulie 1990 la Observatorul Palomar de Henry E. Holt. 
Obiectul prezintă o orbită caracterizată de o semiaxă mare de 2,2116275 UAi, o excentricitate de 0,18, o înclinație de 4,1526 ° în raport cu ecliptica.